# Pitogo (Quezon)
Pitogo is een gemeente in de Filipijnse provincie Quezon op het eiland Luzon. Bij de laatste census in 2010 telde de gemeente ruim 21 duizend inwoners.

## Geografie

### Bestuurlijke indeling
Pitogo is onderverdeeld in de volgende 39 barangays:
| - Amontay - Biga - Bilucao - Cabulihan - Castillo - Cawayanin - Cometa - Dalampasigan - Dulong Bayan - Gangahin - Ibabang Burgos - Ibabang Pacatin - Ibabang Piña | - Ibabang Soliyao - Ilayang Burgos - Ilayang Pacatin - Ilayang Piña - Ilayang Soliyao - Maaliw - Manggahan - Masaya - Mayubok - Nag-Cruz - Osmeña - Pag-Asa - Pamilihan | - Payte - Pinagbayanan - Poctol - Quezon - Quinagasan - Rizalino - Saguinsinan - Sampaloc - San Roque - Sisirin - Sumag Este - Sumag Norte - Sumag Weste |

## Demografie
Pitogo had bij de census van 2010 een inwoneraantal van 21.380 mensen. Dit waren 285 mensen (1,4%) meer dan bij de vorige census van 2007. Ten opzichte van de census van 2000 was het aantal inwoners gegroeid met 822 mensen (4,0%). De gemiddelde jaarlijkse groei in die periode kwam daarmee uit op 0,39%, hetgeen lager was dan het landelijk jaarlijks gemiddelde over deze periode (1,90%).

De bevolkingsdichtheid van Pitogo was ten tijde van de laatste census, met 21.380 inwoners op 73,39 km², 291,3 mensen per km².